# Hymenophyllum capillaceum
Hymenophyllum capillaceum är en hinnbräkenväxtart som beskrevs av William Roxburgh. Hymenophyllum capillaceum ingår i släktet Hymenophyllum och familjen Hymenophyllaceae. Inga underarter finns listade.